# Lechriops
Lechriops är ett släkte av skalbaggar. Lechriops ingår i familjen vivlar.

## Dottertaxa tillLechriops, i alfabetisk ordning[1]
- Lechriops albisquamis
- Lechriops alboguttatus
- Lechriops albopictus
- Lechriops alboterminatus
- Lechriops albovariegatus
- Lechriops amplipennis
- Lechriops analis
- Lechriops apicalis
- Lechriops auritus
- Lechriops bicolor
- Lechriops brevicollis
- Lechriops breviusculus
- Lechriops canescens
- Lechriops carinirostris
- Lechriops centrosignatus
- Lechriops coarctatus
- Lechriops confinis
- Lechriops convexicollis
- Lechriops copturoides
- Lechriops crux
- Lechriops cyphogaster
- Lechriops decoratus
- Lechriops disparilis
- Lechriops dorsalis
- Lechriops durangoanus
- Lechriops erythrorhynchus
- Lechriops excavatus
- Lechriops exsculptus
- Lechriops extritus
- Lechriops fallaciosus
- Lechriops femoralis
- Lechriops festivus
- Lechriops flavofasciatus
- Lechriops guttula-alba
- Lechriops infimus
- Lechriops infusus
- Lechriops inornatus
- Lechriops lebasi
- Lechriops lineolatus
- Lechriops maculiceps
- Lechriops musica
- Lechriops nebulosus
- Lechriops niger
- Lechriops nitidicollis
- Lechriops nitidiusculus
- Lechriops oblongulus
- Lechriops ochreoguttatus
- Lechriops oculatus
- Lechriops parilis
- Lechriops paroticus
- Lechriops pectoralis
- Lechriops perdix
- Lechriops porcatus
- Lechriops psidii
- Lechriops quadripunctatus
- Lechriops rufirostris
- Lechriops rufomaculatus
- Lechriops rugicollis
- Lechriops sciurus
- Lechriops signaticollis
- Lechriops sodalis
- Lechriops squamirostris
- Lechriops sticticus
- Lechriops subfasciatus
- Lechriops sulcifrons
- Lechriops transversalis
- Lechriops troglodytes
- Lechriops turtur
- Lechriops vestitus
- Lechriops vicinus
- Lechriops vitticollis